# Zhang Rongming
Zhang Rongming (chiń. 张榕明; ur. w czerwcu 1944 w Ningbo) – chińska działaczka polityczna, wiceprzewodnicząca Komitetu Krajowego Ludowej Politycznej Konferencji Konsultatywnej Chin.
Ukończyła studia na Wydziale Radiowym Politechniki w Pekinie (1966). W latach 1968–1984 pracowała w fabrykach w Liaoyang (prowincja Liaoning). W 1984 zaangażowała się w działalność polityczną. Była wiceprzewodniczącą władz lokalnych dzielnicy Wensheng (w mieście Liaoyang), następnie wiceburmistrzem Liaoyang (1985-1993), wreszcie wicegubernatorem prowincji Liaoning (1993-2001).
Wieloletnia członkini jednej z tzw. partii demokratycznych, Chińskiego Stowarzyszenia Demokratycznej Budowy Państwa. W 1997 została wybrana na wiceprzewodniczącą Komitetu Centralnego tej partii (ponownie w 2003). Od 2003 jest również wiceprzewodniczącą Ogólnochińskiej Federacji Organizacji Związkowych.
Została wybrana do Komitetu Krajowego Ludowej Politycznej Konferencji Konsultatywnej Chin po raz pierwszy w 1998 (IX kadencja), ponownie w 2003 (X kadencja) i 2008 (XI kadencja); w latach 2005–2013 należała do grona wiceprzewodniczących tego organu doradczego władz państwowych ChRL.